# Zábrdovický klášter
Zábrdovický klášter je bývalý klášter řádu premonstrátských řeholních kanovníků (premonstrátů), nacházející se v Brně, ve čtvrti Zábrdovice, v Lazaretní ulici č. 2. Součástí komplexu je také kostel Nanebevzetí Panny Marie a bývalý kostel svaté Kunhuty. Areál bývalého kláštera je chráněn jako kulturní památka České republiky a vyjma farního chrámu Nanebevzetí Panny Marie je součástí Vojenské nemocnice Brno.

## Historie
Klášter v Zábrdovicích byl založen Lvem z Klobouk začátkem 13. století, nedlouho před rokem 1209, kdy je poprvé zmíněn v listině papeže Inocence III. jako nová fundace. Vznikl v těsné blízkosti Lvova dvora, poblíž meandrující Svitavy. Jako první byl vybudován pravděpodobně v letech 1209–1211 kostel svaté Kunhuty, jenž byl řeholníky, kteří přišli ze strahovského kláštera, přechodně využíván. Během následujících desetiletí vznikly i konventní budovy a výstavba byla zakončena zbudováním klášterního kostela Nanebevzetí Panny Marie, který byl dokončen ve druhé polovině 13. století. Menší kostelík svaté Kunhuty byl v dalších staletích využíván jako farní chrám zábrdovické farnosti.
K přestavbě kláštera došlo pravděpodobně po husitských nebo česko-uherských válkách. Zásadní rekonstrukce komplexu probíhala od první třetiny 17. století. Nejprve byl zbudován nový barokní konvent a severně od něj navazující prelatura. V 60. letech 17. století byl barokně přestavěn klášterní kostel. Během 18. století probíhalo dokončování interiérů. V roce 1784 byl klášter Sekularizačním dekretem Josefa II. zrušen a řeholníci odešli do kláštera v Nové Říši. Z farního kostela svaté Kunhuty se stalo skladiště, klášterní kostel Nanebevzetí Panny Marie se stal farním a budovy kláštera byly zabrány brněnskou vojenskou nemocnicí, která areál využívá dodnes.

## Galerie

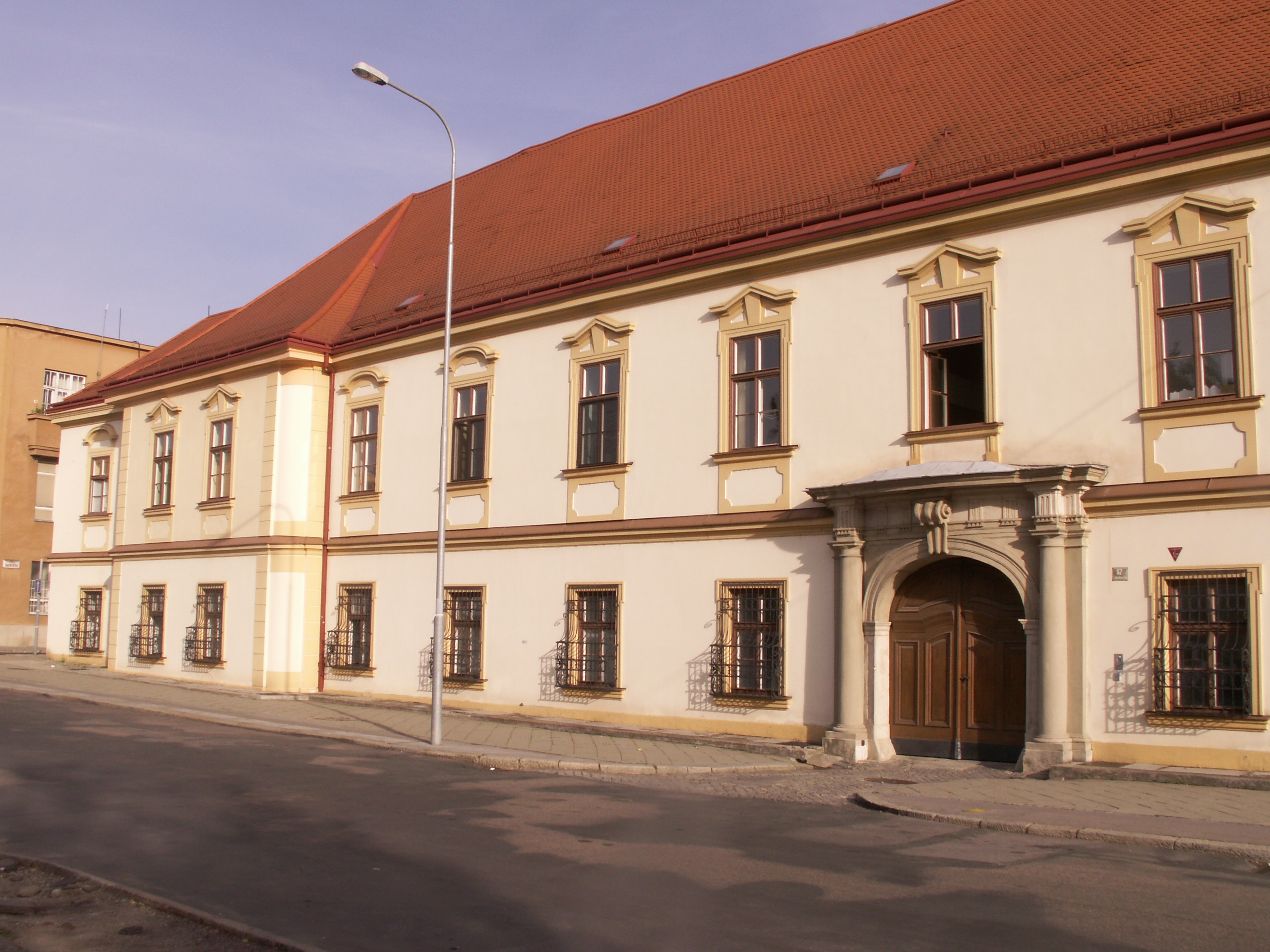
Západní křídlo bývalé prelatury
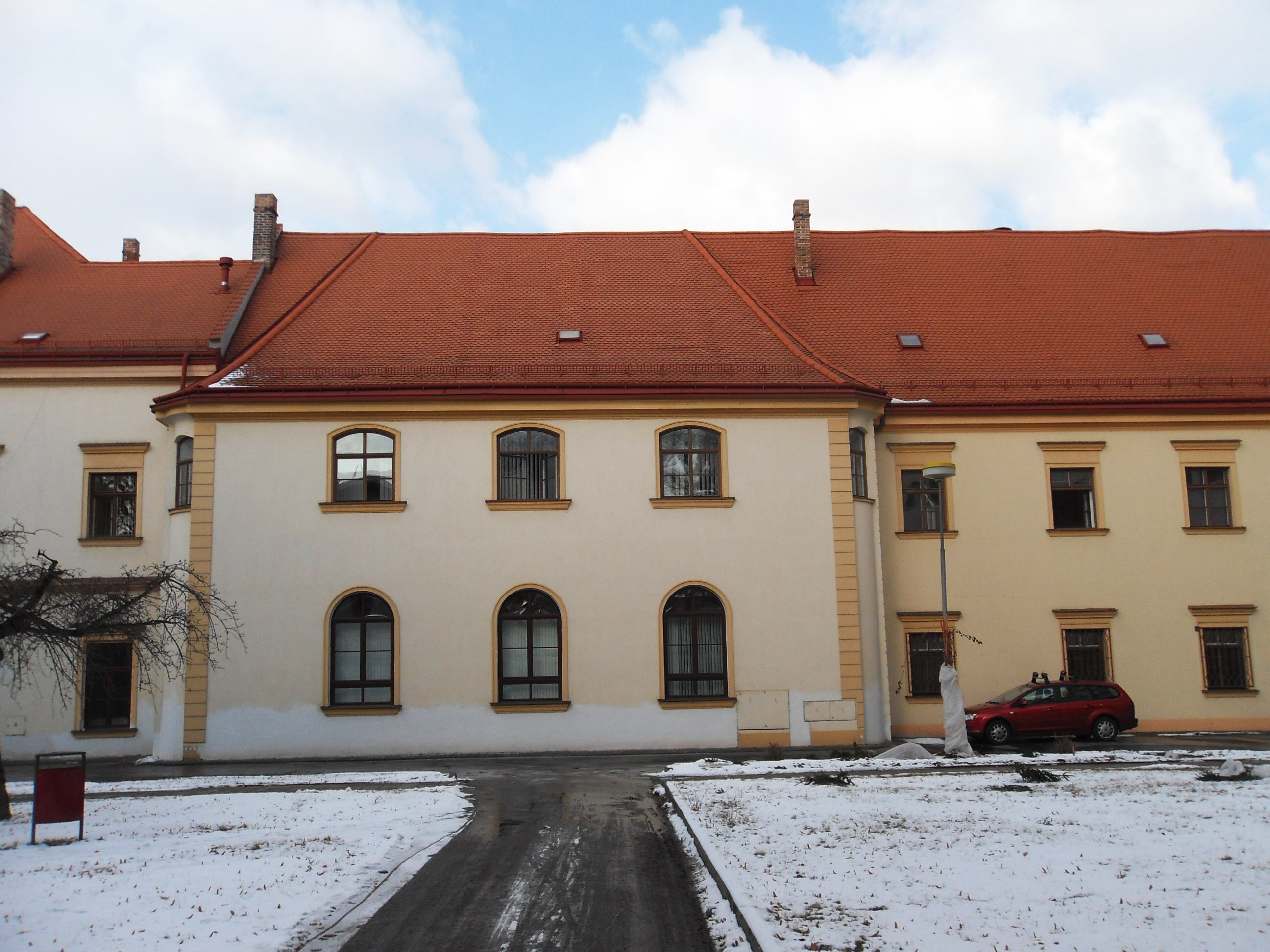
Dvůr bývalé prelatury
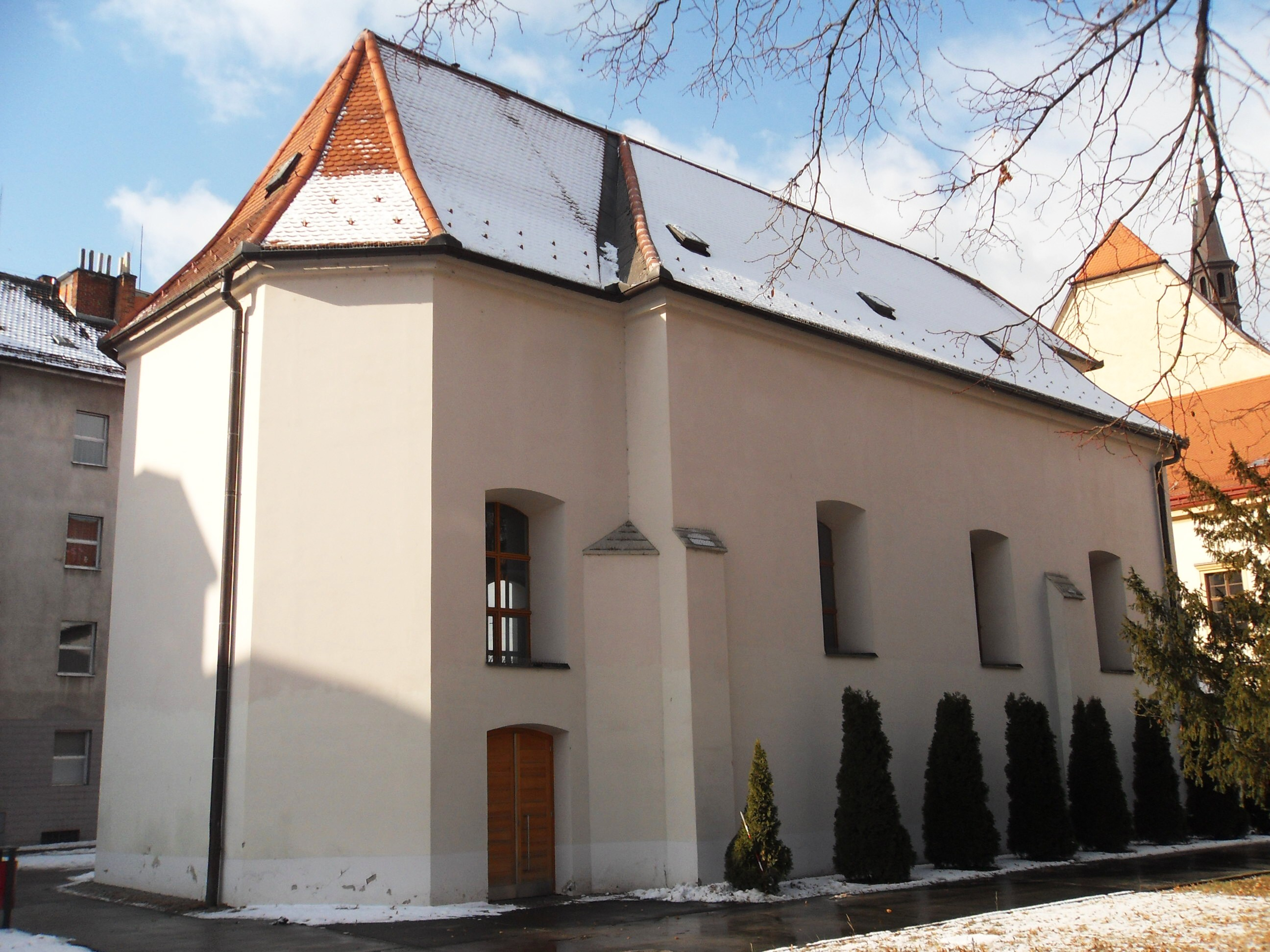
Bývalý románský kostel svaté Kunhuty
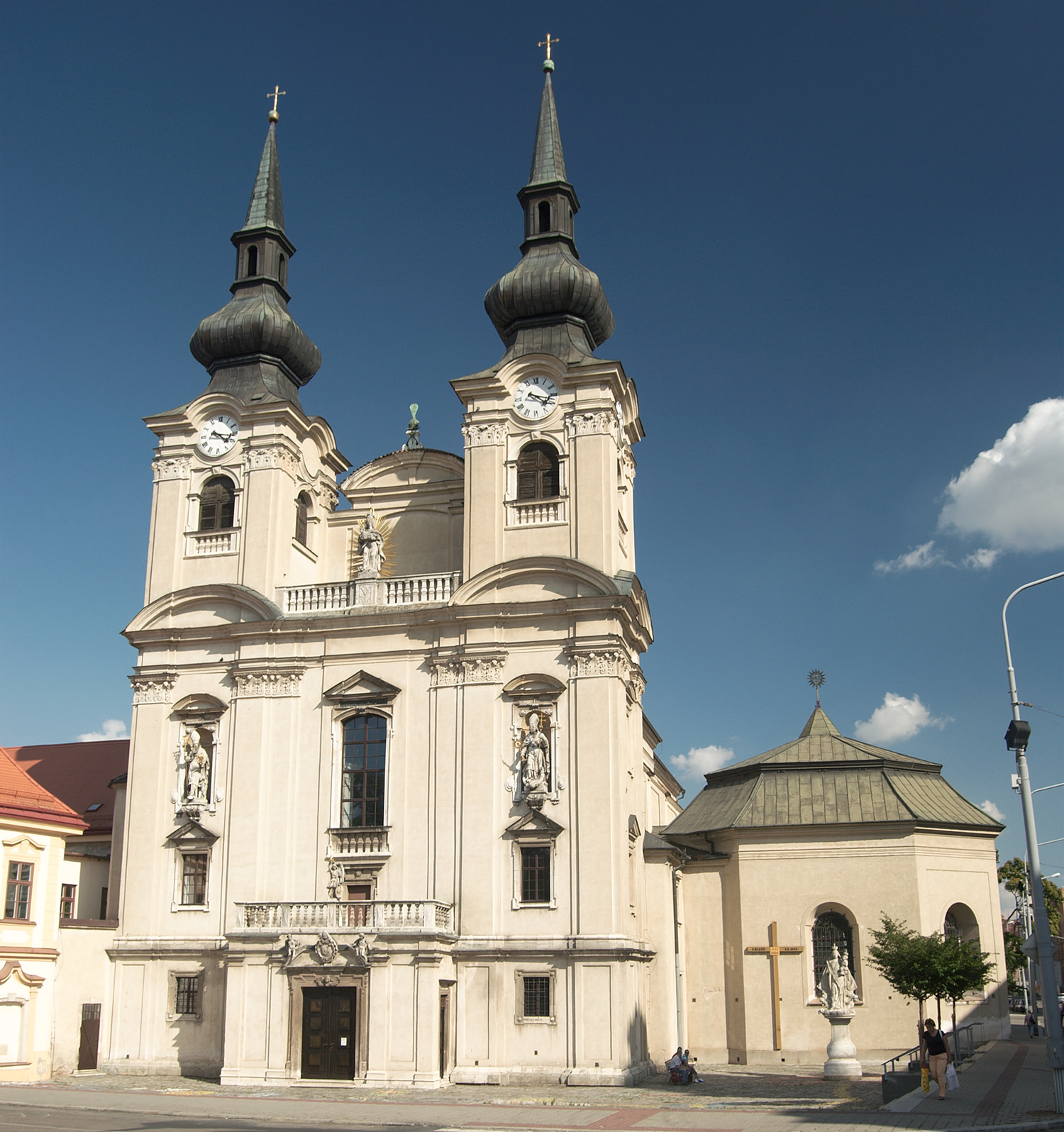
Farní kostel Nanebevzetí Panny Marie, bývalý klášterní kostel